# Hongkong na Letnich Igrzyskach Olimpijskich 1984
Hongkong na Letnich Igrzyskach Olimpijskich 1984 reprezentowało 47 zawodników. Był to ósmy start reprezentacji Hongkongu na letnich igrzyskach olimpijskich.
Najmłodszym reprezentantem Hongkongu na tych igrzyskach była 16-letnia pływaczka – Fenella Ng, zaś najstarszym 53-letni strzelec – Chow Tsun Man.

## Skład reprezentacji

### Judo
- Chong Siao Chin – waga pół lekka mężczyzn (−65 kg) – 9. miejsce
- Li Chung Tai – waga półśrednia mężczyzn (−78 kg) – 34. miejsce
- Tan Chin Kee – waga lekka mężczyzn (−71 kg) – 19. miejsce
- Yeung Luen Lin – waga ekstra lekka mężczyzn (−60 kg) – 18. miejsce

### Kajakarstwo
- Cheung Chak Chuen, Ng Hin Wan, Ng Tsuen Man, Tang Kwok Cheung – K-4 1000 m mężczyzn – 5. miejsce w kwalifikacjach
- Ho Kim Fai, To Kit Yong – K-2 500 m kobiet – 4. miejsce w kwalifikacjach
- Tang Kwok Cheung, Tsoi Ngai Wan – K-2 500 m mężczyzn – 6. miejsce w kwalifikacjach
- Ho Kim Fai – K-1 500 m kobiet – 5. miejsce w kwalifikacjach
- Ng Hin Wan – K-1 500 m mężczyzn – 5. miejsce w kwalifikacjach
- Tsoi Ngai Wan – K-1 1000 m mężczyzn – 5. miejsce w kwalifikacjach

### Kolarstwo
- Choy Yiu Chung – Wyścig indywidualny ze startu wspólnego mężczyzn – nie ukończył
- Choy Yiu Chung, Hung Chung Yam, Law Siu On, Leung Hung Tak – Drużynowa jazda na czas – 19. miejsce
- Hung Chung Yam – Wyścig indywidualny ze startu wspólnego mężczyzn – nie ukończył
- Law Siu On – Wyścig indywidualny ze startu wspólnego mężczyzn – nie ukończył
- Leung Hung Tak – Wyścig indywidualny ze startu wspólnego mężczyzn– nie ukończył

### Lekkoatletyka
- Yuko Gordon – Bieg maratoński pań – 34. miejsce
- Lam Tin Sau – Skok wzwyż mężczyzn – 26. miejsce
- Winnie Ng – Bieg maratoński pań – 31. miejsce

### Łucznictwo
- Fok Ming Shan – Panowie indywidualnie – 57. miejsce
- Macy Lau – Panie indywidualnie – 37. miejsce
- Lo Kam Kuen – Panowie indywidualnie – 56. miejsce
- Ng Wing Nga – Panie indywidualnie – 45. miejsce
- Wong-Lau So Han – Panie indywidualnie – 47. miejsce
- Steve Yuen – Panowie indywidualnie – 54. miejsce

### Pływanie
- Chow Lai Yee – 100 m stylem klasycznym kobiet - 27. miejsce, 200 m stylem klasycznym kobiet - 22. miejsce
- Lotta Flink – 100 m stylem grzbietowym kobiet - 26. miejsce, 200 m stylem grzbietowym kobiet - 25. miejsce, 200 m stylem zmiennym kobiet - 25. miejsce
- Li Khai Kam – 100 m stylem dowolnym mężczyzn - 36. miejsce, 100 m stylem klasycznym mężczyzn - 39. miejsce
- Fenella Ng – 100 m stylem dowolnym kobiet - 34. miejsce, 200 m stylem dowolnym kobiet - 30. miejsce, 400 m stylem dowolnym kobiet - 25. miejsce
- Ng Wing Hon – 200 m stylem dowolnym mężczyzn - 49. miejsce, 200 m stylem zmiennym mężczyzn - 33. miejsce, 400 m stylem zmiennym mężczyzn - 20. miejsce
- Tsang Yi Ming – 200 m stylem dowolnym mężczyzn - 48. miejsce, 100 m stylem motylkowym mężczyzn - 37. miejsce, 200 m stylem motylkowym mężczyzn - 29. miejsce, 200 m stylem zmiennym mężczyzn - 32. miejsce
- Watt Kam Sing – 100 m stylem klasycznym mężczyzn - 37. miejsce, 200 m stylem klasycznym mężczyzn - 38. miejsce
- Kathy Wong – 100 m stylem dowolnym kobiet - 32. miejsce, 100 m stylem grzbietowym kobiet - 27. miejsce, 100 m stylem motylkowym kobiet - 31. miejsce
- Chow Lai Yee, Lotta Flink, Fenella Ng, Kathy Wong  – 4 × 100 metrów stylem dowolnym kobiet – 12. miejsce
- Chow Lai Yee, Lotta Flink, Fenella Ng, Kathy Wong – 4 × 100 metrów stylem zmiennym kobiet – 10. miejsce

### Skoki do wody
- Andy Kwan – Trampolina 3 m – 24. miejsce; Wieża 10 m – 24. miejsce
- Yang Wai Kam – Trampolina 3 m – 27. miejsce

### Strzelectwo
- Cheng Shu Ming – Trap – 41. miejsce
- Chow Tsun Man – Skeet – 51. miejsce
- Anthony Chuang – Skeet – 66. miejsce
- Ho Chung Kin – Pistolet szybkostrzelny 25 m – 46. miejsce
- Solomon Lee – Pistolet szybkostrzelny 25 m – 37. miejsce
- Peter Rull, Jr. – Karabin małokalibrowy leżąc 50 m – 55. miejsce
- Gilbert U – Pistolet 50 m – 36. miejsce

### Szermierka
- Denis Cunningham – szpada indywidualnie mężczyzn – 49. miejsce
- Ko Yin Fai – floret indywidualnie mężczyzn – 47. miejsce
- Lai Yee Lap – floret indywidualnie mężczyzn – 48. miejsce
- Lam Tak Chuen – floret indywidualnie mężczyzn – 50. miejsce; szpada indywidualnie mężczyzn – 63. miejsce
- Liu Chi On – szpada indywidualnie mężczyzn – 53. miejsce
- Denis Cunningham, Lai Yee Lap, Lam Tak Chuen, Liu Chi On – szpada drużynowo mężczyzn – 16. miejsce
- Ko Yin Fai, Lai Yee Lap, Lam Tak Chuen, Liu Chi On – floret drużynowo mężczyzn – 14. miejsce

### Żeglarstwo
- Choi Lee Keung – Windsurfing – 32. miejsce